# ناوگان دوم ایالات متحده آمریکا
ناوگان دوم نیروی دریایی آمریکا (انگلیسی: United States Second Fleet) یکی از ناوگان‌های نیروی دریایی ایالات متحده آمریکا است. این ناوگان که در سال ۲۰۱۱ منحل شده بود، قرار است پس از احیا، مسئولیت قلمرو شمال اقیانوس اطلس و سواحل شرقی آمریکا را به عهده بگیرد.